# Gibameer
Het Gibameer is een toekomstig stuwmeer op de grens van Inderta, Dogu'a Tembien en Kilte Awula’ilo woredas van Tigray in Ethiopië. Een aarden dam wordt gebouwd in 2019.  De dam zal water verzamelen uit de rivieren  Suluh (bekkengrootte: 969 km²), Genfel (733 km²) en Agula’i (692 km²).

## Eigenschappen van de dam
De dam zal dienen om de stad Mekelle van drinkwater te voorzien en om de debieten te reguleren.
- Hoogte: 80 meter
- Lengte: 1000 meter

Men verwacht dat er jaarlijks 3,8 miljoen ton sediment in het meer zal afgezet worden door de belangrijkste rivieren:
- Suluh: 862 410 t
- Genfel: 364 301 t
- Agula’i: 2 618 528 t

## Onder water
Het reservoir zal de brede alluviale vlakte overstromen die gelegen is nabij de samenvloeiing van de rivieren. Momenteel is daar akkerland en struikgewas; er is geen permanente bewoning. Het meer zal zich uitstrekken tot in de kloven van de Genfel en de Suluh, in een plaats genaamd Shugu’a Shugu’i. De huidige “droge” dorpen Ch’in Feres (in Inderta), Addi Atereman en Worgesha (in Dogu’a Tembien), en de Genfelkerk in de gelijknamige kloof zullen aan de rand van het Gibameer komen te liggen.

## Omgeving
De dam wordt gebouwd in een kalksteengebied (Kalksteen van Antalo). Een deel van het opgeslagen water zal waarschijnlijk weglekken naar de ondergrond; een positief neveneffect is wel dat er een hoger waterpeil zal komen in de stroomaf gelegen gebieden en dat er meer debiet zal zijn in het droge seizoen.